# Discoverer 18
Discoverer 18 – amerykański satelita wywiadowczy. Stanowił część tajnego programu CORONA. Był to trzeci statek z drugiej serii satelitów programu CORONA, nazwanych KH-2. Jego misja udała się w pełni. Kapsuła powrotna wróciła na Ziemię 10 grudnia. Została przechwycona nad Oceanem Spokojnym, w pobliżu Hawajów, przez samolot C-119, na wysokości 4250 m. Jakość zdjęć równała się najlepszym zdjęciom Discoverera 14, a zamglenia udało się zasadniczo zredukować.
Statki Discoverer 18, Discoverer 25 i Discoverer 26 zużyły razem 5470,85 metrów taśmy filmowej, na których wykonały 7246 fotografii.

## Ładunek

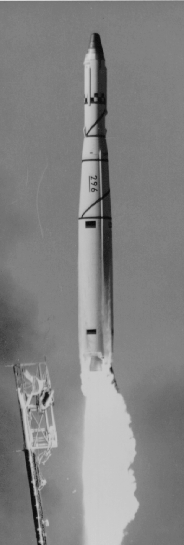
Moment startu rakiety Thor Agena B z satelitą Discoverer 18

- Kamera panoramiczna C-Prime - ogniskowa 61 cm, rozdzielczość (na powierzchni Ziemi) 9 m
- Dozymetry promieniowania
- Radiometry podczerwieni
- Detektory mikrofal
- Filmy fotograficzne czułe na ekspozycje neutronami, promieniowaniem X i gamma
- Zewnętrzne źródła światła (6 - 7 magnitudo) do optycznego śledzenia z powierzchni Ziemi.